# Alberto Faverio
Alberto Faverio (Milano, 18 maggio 1959) è un ex pallavolista italiano.
Giocava nel ruolo di palleggiatore.

## Carriera

### Giocatore
Ha giocato come palleggiatore dal 1980 al 1994 per diverse squadre italiane. Nel 1983 ha vinto la Coppa CEV con la maglia della Panini di Modena, dove ha ereditato il ruolo da Francesco Dall'Olio.
Vanta anche 4 presenze in nazionale, in cui ha esordito l'8 febbraio 1981 a Milano in una sconfitta 3-1 contro una selezione All Stars.

### Dopo il ritiro
Durante la carriera sportiva si è laureato in matematica, ed è diventato insegnante di matematica e fisica in scuole superiori. 
Nel 2017 ha preso parte alla seconda edizione del reality show Il collegio, interpretando il preside dell'istituto in sostituzione di Paolo Bosisio.

## Palmarès

### Club
- Coppa CEV: 1

Panini: 1982-83